# Canal Familiar
Canal Familiar fue un canal de televisión abierta peruano, que existió de 1996 y 1997, poco después del cierre de la señal de RBC Televisión. Fue operada por la organización cristiana Club 700, subsidiaria de la Christian Broadcasting Network (CBN), y tenía como programación contenido familiar y cultural, muy apreciados por la prensa de espectáculos de la época.
Programas como: "Se viene la tropa" con Claudio Zola, "El Show del Super libro" con Gloria María Solari, "A las 12 en el 11" con Estrella Amprimo, "Vídeo Gospel", "La Casa Voladora", "La Estación Creativa" y "Nace una Estrella" con Lucho García, entre películas, series y documentales, eran transmitidos toda la semana, durante las 24 horas.
La Gerencia General del Canal estaba a cargo del empresario argentino Eduardo Pensotti y el productor peruano César Carazas ocupó el cargo de Gerente de Televisión.  Al pasar casi dos años el contrato terminó en octubre de 1997 y volvió como RBC Televisión con programación musical por unos meses hasta la llegada de Austral Televisión en enero de 1998.         
Después Canal Familiar cesa sus transmisiones para ser reemplazado por Austral Televisión , después que RBC Televisión y las familias Palermo y Mendoza han firmado un acuerdo de emitir el canal por 10 años.